# 해리 고든 존슨

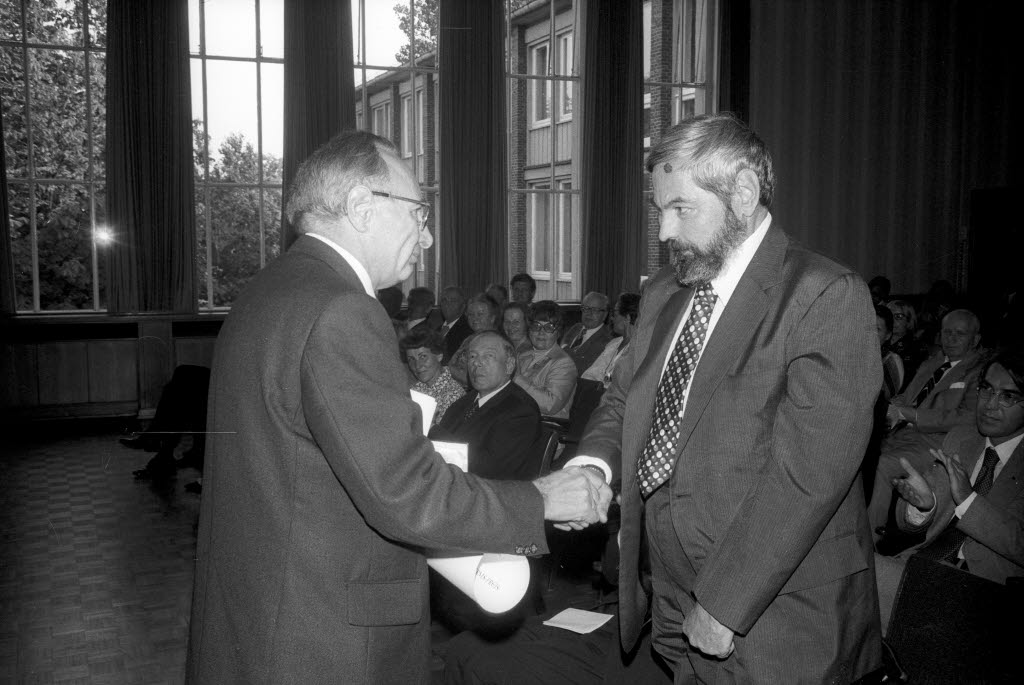

해리 고든 존슨(Harry Gordon Johnson, OC, 1923년 5월 26일 – 1977년 5월 9일)은 국제 무역 및 국제 금융과 같은 주제를 연구한 캐나다 경제학자이다.
1956년 맨체스터 대학의 경제학 교수로 임명된 그는 1959년부터 1977년 사망할 때까지 시카고 대학의 경제학 교수로 재직했다. 그는 또한 1966년부터 1974년까지 런던 정경대에서 경제학 교수로 재직했다. 그리고 죽을 때까지 제네바 국제대학원에서 잠시 교수로 재직했다. 그는 정치 경제 저널의 두 번 편집자였다. 그는 49세에 뇌졸중을 앓았고 53세에 두 번째 뇌졸중으로 조기 사망했다.
존슨에 대한 엄청난 존경과 애정은 1977년에 등장한 경제학계 종사자들의 수많은 사망 기사에 반영되었다. "전 세계의 경제학 전문가들에게 금세기의 3/4는 존슨의 시대였다"(Tobin 443). 해리 존슨은 1977년 5월 9일 제네바에서 뇌졸중으로 사망했다.
존슨은 Hecksher-Ohlin 이론의 발전에 많은 공헌을 했으며 많이 인용된 무역 이론가였다. 존슨은 또한 국제 수지에 대한 화폐적 접근 방식을 찾는 데 도움을 주었고 문제의 문제를 명확히 하는 데 도움이 되는 화폐 경제학 에 대한 고품질 설문 조사를 많이 작성했다.